# Desmophyllum pertusum
Desmophyllum pertusum (Linnaeus, 1758)  è una madrepora della famiglia Caryophylliidae.

## Descrizione

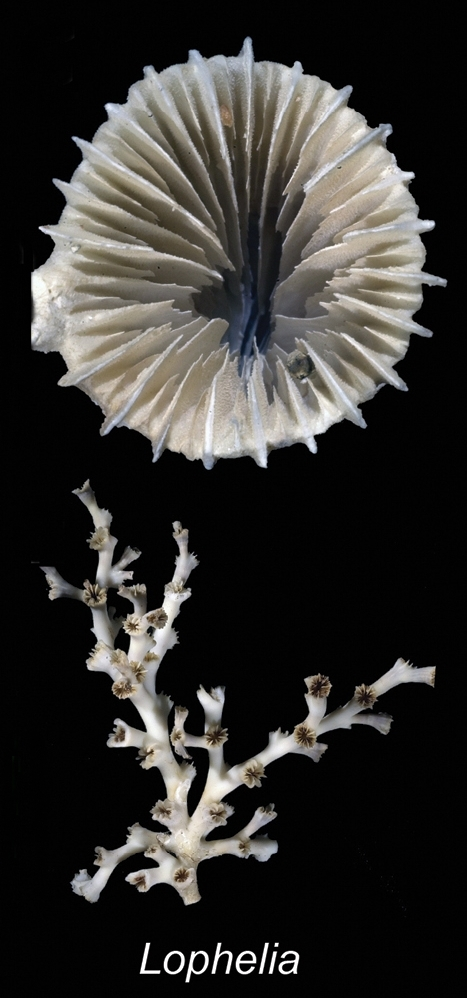

È una specie coloniale, che forma ampie colonie arborescenti che possono superare il metro di diametro.
I coralliti hanno morfologia variabile, e raramente superano i 4 cm di altezza, con un diametro del calice sino a 2 cm. I setti sono irregolarmente disposti in 4-5 cicli, talora incompleti.

## Biologia
È una specie azooxantellata, cioè priva di zooxantelle simbionti.
Predilige acque a temperature costanti attorno a 6-8 °C, con escursione tra 4 e 13 °C.

## Distribuzione e habitat

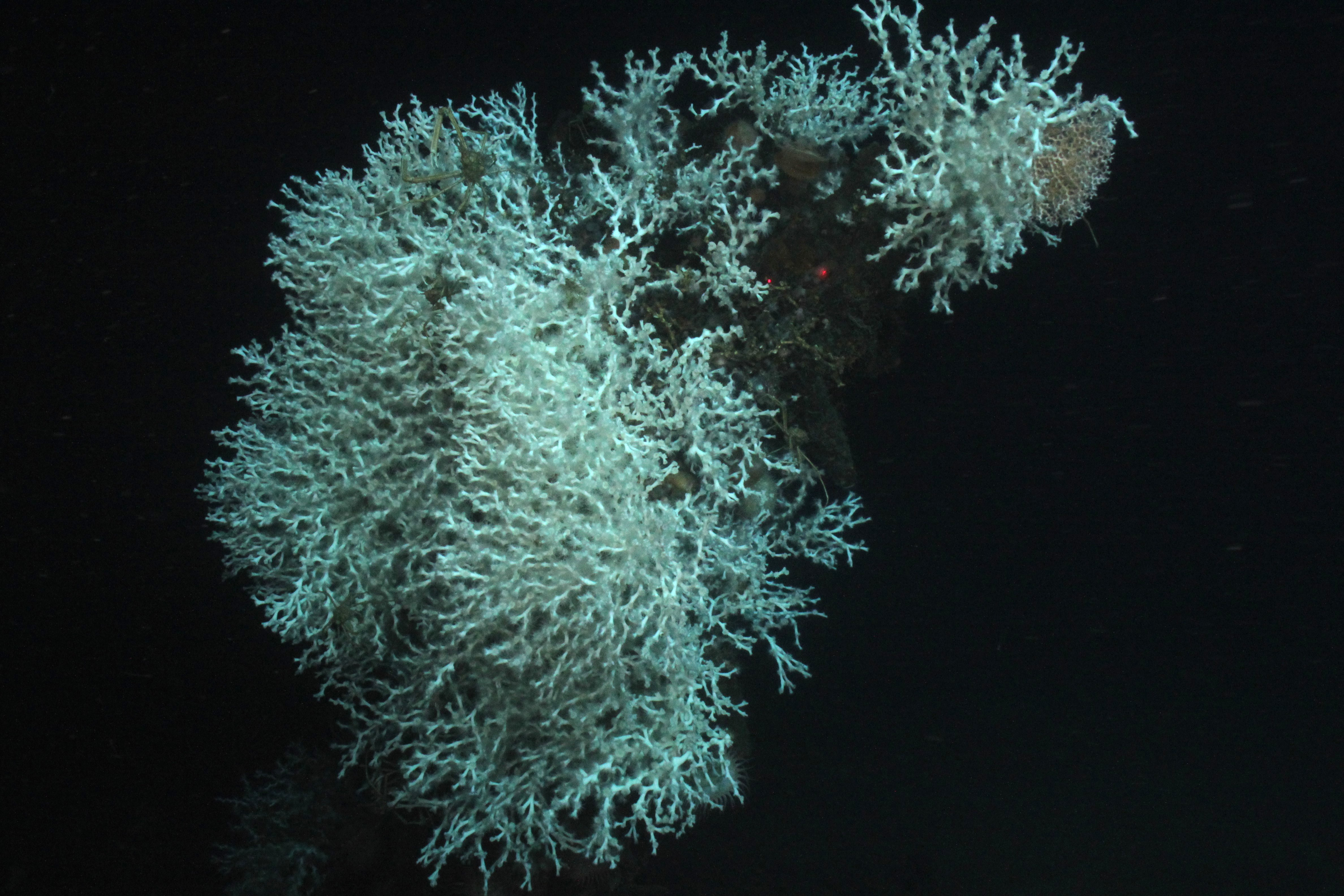
Grande colonia fotografata nelle profondità del Golfo del Messico

La specie è presente nelle acque fredde di tutti gli oceani, con l'eccezione dei mari polari. Il maggior numero di popolazioni conosciute si concentra nell'oceano Atlantico nord-occidentale.
Colonie di D. pertusum si ritrovano a profondità comprese tra i 39 m nel fiordo di Trondheim e gli oltre 3600 m sulla dorsale medio atlantica. La maggior parte delle colonie note si trovano tra i 200 e i 1000 m di profondità, ove concorrono alla formazione di habitat di barriera corallina di acque profonde. Il più grande complesso corallino di profondità realizzato da Desmophyllum pertusum sorge a 300-400 m di profondità a ovest dell'isola di Røst, nell'arcipelago delle Lofoten, in Norvegia: la biocostruzione, nota come barriera corallina di Røst, è lunga circa 4 km e copre un'area di oltre 100  km2.

## Tassonomia
Nel 2016 il genere Lophelia, di cui Lophelia pertusa era l'unica specie, è stato posto in sinonimia con Desmophyllum. Lo studio del DNA mitocondriale ha infatti dimostrato che, nonostante le differenze morfologiche ed ecologiche (Desmophyllum comprende specie solitarie mentre Lophelia è coloniale), i due generi condividono il 99,8 % del patrimonio genetico.
Alcuni autori hanno espresso perplessità sulla opportunità di tale cambio di nomenclatura, considerando che Lophelia pertusa è una delle scleractinie più studiate, citata con la vecchia denominazione in centinaia di pubblicazioni scientifiche.